# Priit Pärn
Priit Pärn (ur. 26 sierpnia 1946 w Tallinnie) – estoński reżyser i scenarzysta filmów animowanych.

## Wybrana filmografia
- 1987: Śniadanie na trawie
- 2004: 007 przygód Franka i Wendy